# 全能行動工作隊
全能行動工作隊，俗稱軍情局暗殺隊，1967年－1980年代後存在的軍事單位，隸屬於中華民國國防部軍事情報局下的特別工作小組，負責對中華人民共和國的暗殺行動與情報收集，全部成員共24名，曾被派至滇緬邊境與光武部隊執行反攻，1980年代後解散。

## 歷史
全能行動工作隊於1967年成立，目標是訓練出專職暗殺的情報人員，由教練李克煉、隊長李達球負責訓練。訓練內容除了比照美軍特種部隊，還加入了中國武術，與各式暗殺技巧。
第一批全能行動工作隊員，暗殺隊代號：「九一工作隊」，取「九死一生」之意。成員由各地少年感化院中選出，多是外省幫派份子，包括姚海張、蘇英中、顏興忠、張立成與符雄飛等五名。在錄取後，他們刑期全免，學歷比照情報幹訓班第16期，時任國防部長蔣經國曾親自主持開訓典禮。結訓典禮時，則在時任總統兼三軍統帥蔣中正面前表演，展示訓練成果。
1971年，選出了四名女成員，暗殺隊代號：「四一工作隊」，成員分別為余美慧、賈玉鳳、王抱珠與李明秋。在結訓後，曾有兩名成員，被派往英屬香港的舞廳，以舞女身份掩護，進行情報工作。
自第二期隊員開始，成員由情報幹訓班選出。其中包括：
- 暗殺隊代號：九一二工作隊」，成員十名。
- 暗殺隊代號：「九一三工作隊」，成員五名，氣功師李鳳山即是出身於此。

在訓練出24名隊員後，軍事情報局就停止了相關人員的訓練。

## 外部連結
- 呂昭隆. . 中國時報. 2011-02-20  [2011-02-20]. （原始内容存档于2011-02-23）.
- 呂昭隆. . 中國時報. 2011-02-20  [2011-02-20]. （原始内容存档于2011-02-23）.
- 呂昭隆. . 中國時報. 2011-03-03  [2011-03-03]. （原始内容存档于2011-03-04）.

1. ↑  . 台視新聞網. （原始内容存档于2017-04-22）.
2. ↑  . 中時新聞網. （原始内容存档于2017-02-27）.